# Sialia sialis
L'azzurrino orientale (Sialia sialis, Linneo, 1758) è un uccello della famiglia Turdidae.

## Descrizione
Lunga circa 16–21 cm, pesante 27-34 g, il maschio ha una colorazione stabile tra il blu\indaco e l'azzurro scuro che ricopre la testa, la schiena e la parte superiore delle ali; il petto ha un piumaggio  rosso brunastro, mentre la restante parte dl corpo è bianca. Le femmine hanno una colorazione più chiara, di colore grigio sulla testa e sul dorso e un po' di blu sulle ali e sulla coda, con il.petto di colore arancione.

## Distribuzione e habitat
Vive in Canada, Stati Uniti e Messico, in boschi aperti, terreni agricoli o frutteti.